# 망상 나들목
망상 나들목(Mangsang IC)은 강원특별자치도 동해시 망상동과 심곡동에 걸쳐 설치된 동해고속도로의 32번 교차로이다. 국도 제7호선을 통해 동해시내로 진출할 수 있으며, 인근에 영동선 망상역, 망상해수욕장, 망상오토캠핑리조트가 있다.
본래는 망상 교차로라 하여 현재 나들목에서 북쪽으로 약 270m 떨어진 곳에 평면 교차로가 설치되어 있었으며, 2004년 동해고속도로가 왕복 4차선으로 확장 및 선형 개량이 이루어지면서 평면 교차로는 폐쇄되고 지금과 같은 트럼펫형 입체 교차로로 변경되었다.

## 연혁
- 2004년 11월 24일 : 동해고속도로 강릉 ~ 동해 구간 확장 개통과 함께 영업 개시[1]

## 구조물 정보
- 위치: 강원특별자치도 동해시 망상동, 심곡동
- 영업소: 강원특별자치도 동해시 동해대로 6099 (망상동)

## 접속하는 도로
- 국도 제7호선 (동해대로)

## 교통량 정보
| 요금소        | 통행량 (대/일) | 통행량 (대/일) | 통행량 (대/일) | 통행량 (대/일) | 통행량 (대/일) | 통행량 (대/일) | 통행량 (대/일) | 통행량 (대/일) | 통행량 (대/일) | 통행량 (대/일) | 각주  |
| 요금소        | 2001년         | 2002년         | 2003년         | 2004년         | 2005년         | 2006년         | 2007년         | 2008년         | 2009년         | 2010년         | 각주  |
| ------------- | -------------- | -------------- | -------------- | -------------- | -------------- | -------------- | -------------- | -------------- | -------------- | -------------- | ----- |
| 망상 (폐쇄식) | 미개통         | 미개통         | 미개통         | 1,141          | 1,298          | 1,399          | 1,536          | 1,507          | 1,685          | 1,812          | [ 2 ] |
| 요금소        | 2011년         | 2012년         | 2013년         | 2014년         | 2015년         | 2016년         | 2017년         | 2018년         | 2019년         |                | [ 2 ] |
| 망상 (폐쇄식) | 1,869          | 2,027          | 2,154          | 2,228          | 2,413          | 2,572          | 2,861          | 2,959          | 3,051          |                | [ 2 ] |